# Штрих (письмо)
Штрих (нем. Strich «линия, черта, зарубка»), также прим (фр. prime «первый») — графический символ и типографский знак, который представляет собой короткую слегка наклонную вправо линию, ставящуюся обычно за правым верхним краем числового или буквенного обозначения (′). Встречается в научных и технических текстах различного содержания.

## Значение
Штрих может обозначать:
- В геометрии, географии и т. д. штрихом обозначаются угловые минуты: {\displaystyle 10^{\circ }\,30^{\prime }} (двойным штрихом — {\displaystyle 30''} — угловые секунды и т. д., каждый следующий разряд в 60 раз мельче предыдущего).
- В математическом анализе штрихом обозначается первая производная: {\displaystyle f^{\prime }={\textstyle {\frac {df}{dx}}};} вторая и третья производная обозначаются соответственным числом штрихов; четвёртая и последующие производные обозначаются цифрами в скобках или (реже) римскими цифрами: {\displaystyle f^{(4)}=f^{\mathrm {IV} }={\textstyle {\frac {d^{4}f}{dx^{4}}}};}
- В физике — для указания новой системы координат при преобразовании систем координат, например, преобразования Лоренца:

{\displaystyle x'={\frac {x-vt}{\sqrt {1-v^{2}/c^{2}}}}}
{\displaystyle y'=y\ }
{\displaystyle z'=z\ }
{\displaystyle t'={\frac {t-(v/c^{2})x}{\sqrt {1-v^{2}/c^{2}}}}}
- В английской типографике штрих — знак фута (а двойной штрих — дюйма): запись {\displaystyle 5^{\prime }\,10^{\prime \prime }} означает 5 футов 10 дюймов.
- Часто штрихи (одиночные, двойные, тройные) при буквах в формулах используются просто для расширения набора доступных условных обозначений; при этом обычно стараются ввести обозначения, в которых одинаковые буквы с разным числом штрихов соответствуют родственным или взаимосвязанным объектам.
- В некоторых системах фонетической транскрипции штрих является знаком мягкости предыдущего согласного или знаком (главного) ударения на последующем слоге (побочное ударение при этом обозначается штрихом внизу).
- В некоторых системах латинской транслитерации кириллицы штрих соответствует мягкому знаку, а двойной штрих — твёрдому знаку.
- В греческой системе буквенного обозначения чисел штрих за последней буквой буквосочетания означал, что это не слово, а запись числа: {\displaystyle \alpha ^{\prime }=1,} {\displaystyle \kappa ^{\prime }=20,\;\tau ^{\prime }=300,\;\tau \kappa \alpha ^{\prime }=321}; эта же система использовалась и в некоторых славянских кирилловских изданиях (преимущественно украинского происхождения). Подстрочный штрих перед «буквоцифрой» обозначал, что речь идёт о тысячах: {\displaystyle _{\prime }\,\alpha \tau \kappa \alpha ^{\prime }=1321}.

## Штрих и похожие на него символы
Штрих не следует смешивать со знаком апострофа, который имеет форму запятой, а не прямого штриха. Использование вместо штриха так называемого «машинописного апострофа» также нежелательно и допустимо лишь при технических ограничениях.
Акут — надстрочный диакритический знак (по форме может совпадать со знаком ударения, но смысл бывает самый различный): á ń ѓ;